# Synosis meridionalis
Synosis meridionalis är en stekelart som beskrevs av Valentina I. Tolkanitz 1977. Synosis meridionalis ingår i släktet Synosis och familjen brokparasitsteklar. Inga underarter finns listade i Catalogue of Life.